# Walsall
Walsall es un pueblo industrial en el condado de  Tierras Medias Occidentales, en la región de las Tierras Medias Occidentales de Inglaterra en el Reino Unido. Se encuentra al noroeste de Birmingham y al este de Wolverhampton. Walsall es parte de la conurbación de Midlands Occidentales, tradicionalmente incluida en el condado de Staffordshire, y a veces descrita como parte de Black Country. Walsall es la central administrativa de la Walsall Metropolitan Borough. En el censo de 2001 la ciudad registró 170.994 habitantes, que ascendían a 252.800 cuando se incluyen las poblaciones vecinas, Willenhall, Bloxwich y Aldridge.

## Barrios
- Bescot
- Alumwell
- Beechdale
- Bentley
- Birchills
- Bloxwich
- Brownhills
- Caldmore
- Chuckery
- Coalpool
- The Delves
- Gorway
- Goscote
- Highgate
- Leamore
- Palfrey
- Park Hall
- Pleck
- Rushall
- Ryecroft
- Streetly

## Economía
Walsall posee muchas industrias, desde la minería de carbón al trabajo del metal, pero a finales del siglo XIX las minas se agotaron y la ciudad se hizo famosa internacionalmente por el negocio del cuero. Walsall manufactura hoy día las maletas de la Reina de Inglaterra y sus productos de cuero llegan hasta Italia. Walsall es la casa tradicional de la producción inglesa de sillas de montar, de ahí el nombre con el que se conoce a su equipo de fútbol: "The Saddlers". Aparte de los artículos del cuero, otras industrias de Walsall incluyen fundiciones de hierro y cobre, extracción de piedra caliza, pequeño hardware e industrias de plásticos, electrónica, químicas y aeronáuticas.

## Arte y exposiciones
La Nueva Galería de Arte de Walsall abrió sus puertas en 2000. Contiene un gran número de cuadros de Jacob Epstein, así como de obras de Van Gogh, Monet, Turner, Renoir y Constable.

## Personajes famosos
- Jorja Smith -- Cantautora.
- Jerome K. Jerome -- Autor de Three Men in a Boat.
- Sue Nicholls -- Actriz en Coronation Street.
- Nick Gillingham -- Nadador olímpico.
- Mark Oakley -- Guionista.
- Alex Lester -- Presentador de la BBC Radio 2.
- Meera Syal -- Comediante, asistió a la Queen Mary's High School.
- Noddy Holder -- Cantante de una banda de rock de los 70, Slade.
- Boy George -- Otro residente musical famoso de The Beechdale, quien pasó la mayor parte de su juventud en la ciudad, alquilando un piso en High Street, en el centro de la ciudad.
- Goldie -- Músico de Drum 'n' Bass.
- Fred Bakewell -- Bateador en el equipo de Northamptonshire.
- John Byrne -- Escritor cómico, nacido en Walsall pero criado en Canadá.
- Rob Halford -- Vocalista de la banda británica (Birmhingan) Judas Priest, apodado "The Metal God"
- Connie Talbot -- Cantante y semifinalista del programa Britain's Got Talents en el año 2007
- Mat Watson -- Periodista automovilístico y presentador oficial del canal de YouTube "CARWOW".

## Ciudades hermanadas
- Mulhouse, Francia, desde 1953